# Fernstraße

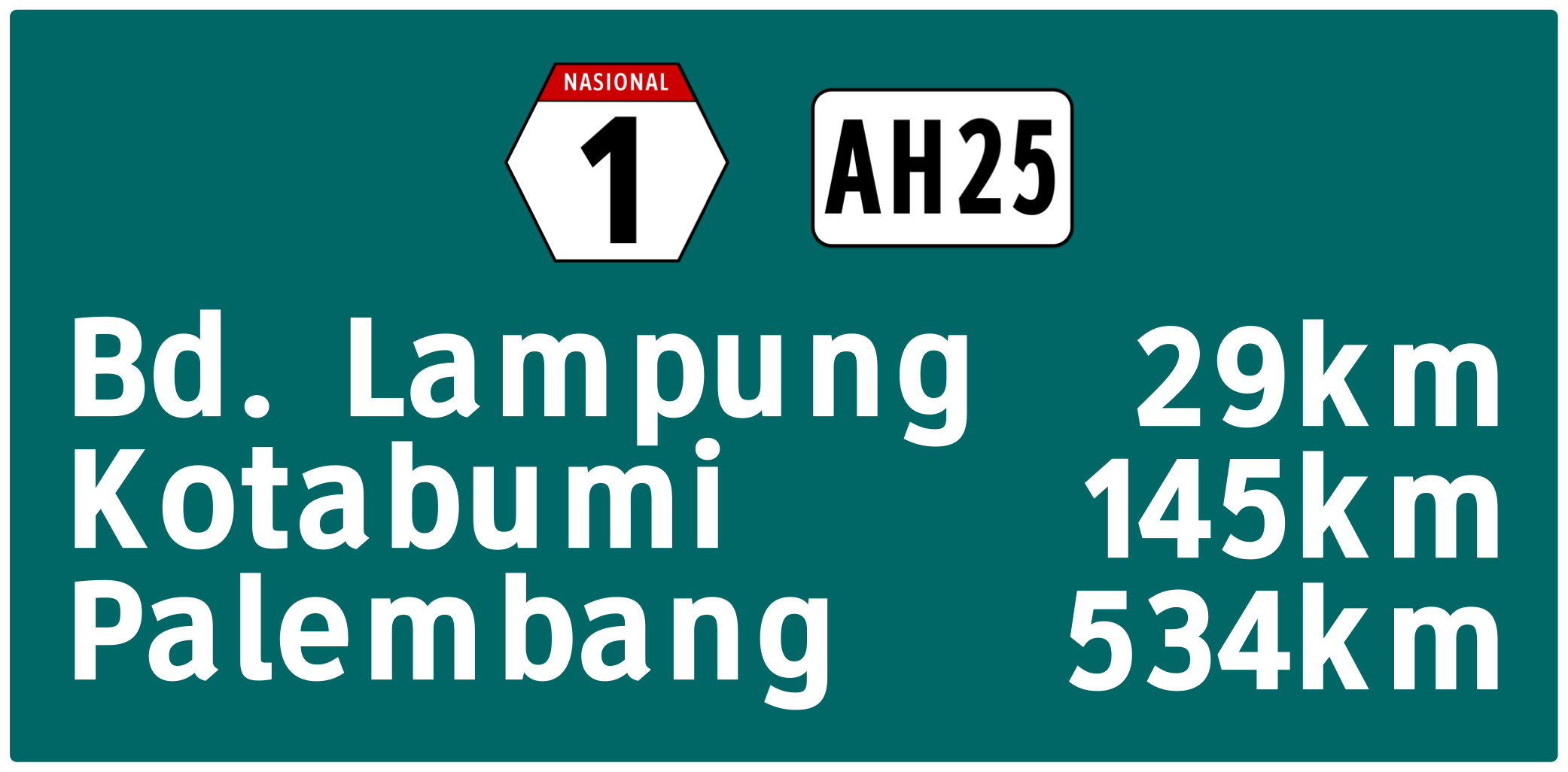
Der Trans-Sumatra-Highway ist 2500 km lang und Teil des asiatischen Fernstraßen-Projekts mit der Nummer AH 25

Die Fernstraße (auch Fernverkehrsstraße; englisch trunk road) ist eine Straßenkategorie von Verkehrswegen, die dem Fernverkehr dienen und dabei große Entfernungen überwinden soll. Gegensatz sind die Innerortsstraße und die Provinzialstraßen.

## Allgemeines
Sehr lange Fernstraßen gibt es insbesondere innerhalb von Flächenstaaten oder als internationale Straßenverbindungen bis hin zu den Interkontinentalstraßen. Sie bilden häufig ein Fernstraßennetz mit einer systematischen Gliederung. Am bekanntesten ist das United States Numbered Highway System, ein Straßennetz, das in Nord-Süd-Richtung und Ost-West-Richtung gegliedert ist.

## Geschichte
Beispiele für frühe Fernstraßen sind etwa die Persische Königsstraße aus dem 5. Jahrhundert vor Christus, die Shu-Straßen (4. Jahrhundert v. Chr.), die Römerstraßen aus dem 3. Jahrhundert vor Christus oder das Inka-Straßensystem aus dem Frühmittelalter. In China entstand mit Beginn des Kaiserreiches 221 v. Chr. ein ausgedehntes Fernstraßennetz. Auch alte Handelswege oder Altstraßen, die ohne staatliche Planung entstanden, wie der Natchez Trace oder die sogenannten Bernsteinstraßen, werden als Fernwege oder Fernstraßen bezeichnet. Im Mittelalter führte die bedeutende Fernstraße Via Regia seit dem 9. Jahrhundert von Hamburg über Rerik, Laage, Demmin, Menzlin bis Stettin und nach Wollin als wichtiger Handelsweg. Sie war Teil einer in Ost-West-Richtung verlaufenden Handelsstraße (Via Regia) zwischen Santiago de Compostela und Moskau.
Der Begriff „Fernstraße“ ist relativ neu: Noch im 19. Jahrhundert wurden längere, gut ausgebaute Straßen meist Landstraße oder Heerstraße genannt.
Die zunehmende Motorisierung hat zum Ausbau der Fernstraßen beigetragen. Das Projekt für die Panamericana begann im Jahre 1923, Mexiko stellte 1950 die erste Teilstrecke fertig. Ab November 1926 verband die legendäre Route 66 Chicago mit Santa Monica, wobei bestehende Innerortsstraßen unter anderem in Chicago und St. Louis in „Route 66“ umbenannt wurden. Der Alaska Highway war ab Oktober 1942 befahrbar. Die Panamericana dagegen ist keine systematisch geplante und gebaute Fernstraße, sondern sie setzt sich aus bereits bestehenden Nationalstraßen zusammen. Sie nutzt – unter anderem – den Dalton Highway, Alaska Highway, Interstate 25 oder die Carretera Austral.
In der Weimarer Republik wurden überregionale Verbindungsstraßen seit dem Beginn der Nummerierung am 17. Januar 1932 „Fernverkehrsstraßen“ (in amtlichen Texten auch mit „FVS“ abgekürzt) genannt. 1934 wurden die Fernverkehrsstraßen in Reichsstraßen (R) umbenannt. In der DDR wurde ebenfalls die Bezeichnung „Fernverkehrsstraße“ mit der Abkürzung „F“ zur Straßenklassifikation verwendet. Dabei ist die Nummerierung der Reichsstraßen in weiten Teilen übernommen worden.

Aufbau einer Landstraße EKL 1 (Fernstraße) in Deutschland nach den neuen Richtlinien

In Deutschland zählen gemäß dem im September 1953 in Kraft getretenen Bundesfernstraßengesetz (FStrG) sowohl Bundesautobahnen als auch Bundesstraßen zu den Fernstraßen (§ 1 FStrG). In den seit 2013 gültigen Richtlinien für die Anlage von Landstraßen (RAL 2012) werden Außerortsstraßen der höchsten Kategorie EKL 1 nunmehr ebenfalls als Fernstraße bezeichnet. Sie sollen als dreistreifige Straßen im 2+1-System angelegt werden. Die Richtungsfahrbahnen werden hierbei von einem Mittelstreifen aus einer doppelt durchgezogenen Linie mit Einfärbung des Zwischenraumes in Verkehrsgrün zur besseren Abgrenzung räumlich getrennt. Das Fernstraßen-Bundesamt überwacht als Aufsichtsbehörde seit Oktober 2018 die Bundesautobahnen und sonstigen Bundesfernstraßen.

## Straßenkategorien von Fernstraßen
International gehören folgende Straßenkategorien zu den Fernstraßen (in alphabetischer Reihenfolge):
| Straßenkategorie | Staat                                                                                | Beispiele |
| ---------------- | ------------------------------------------------------------------------------------ | --- |
| Autobahn         | Deutschland Österreich                                                               | Bundesautobahn 7 mit 962 km die längste Bundesautobahn Süd Autobahn mit 377 km die längste in Österreich A1 mit 410 km die längste in der Schweiz |
| Autostraße       | Deutschland, Bulgarien, Niederlande, Schweiz, Norwegen                               | autobahnähnlich ausgebaut, in den Niederlanden Autoweg genannt; Schweiz: Autobahn und Autostrasse                                                 |
| Bundesstraße     | Deutschland, Österreich                                                              | Bundesstraße 2 mit 845 km die längste |
| Highway          | Vereinigte Staaten Kanada Australien                                                 | Interstate Highways sind die längsten Highways sind nicht wie in den USA ausgebaut                                                                |
| Europastraße     | Europa, festgelegt durch die Wirtschaftskommission der Vereinten Nationen für Europa | Die E 40 verläuft in West-Ost-Richtung von Calais bis Ridder und ist mit über 8.000 km die längste                                                |
| Motorway         | Vereinigtes Königreich                                                               | Die M6 ist mit 374 km der längste Motorway |
| Nationalstraße   | Schweiz                                                                              | Es gibt 3 Klassen von Nationalstrassen |

Viele internationale Fernstraßen sind nicht ursprünglich als solche geplant, sondern setzen sich aus mehreren, bereits vorhandenen Nationalstraßen zusammen wie beispielsweise die Europastraße 40.

## Lange Fernstraßen

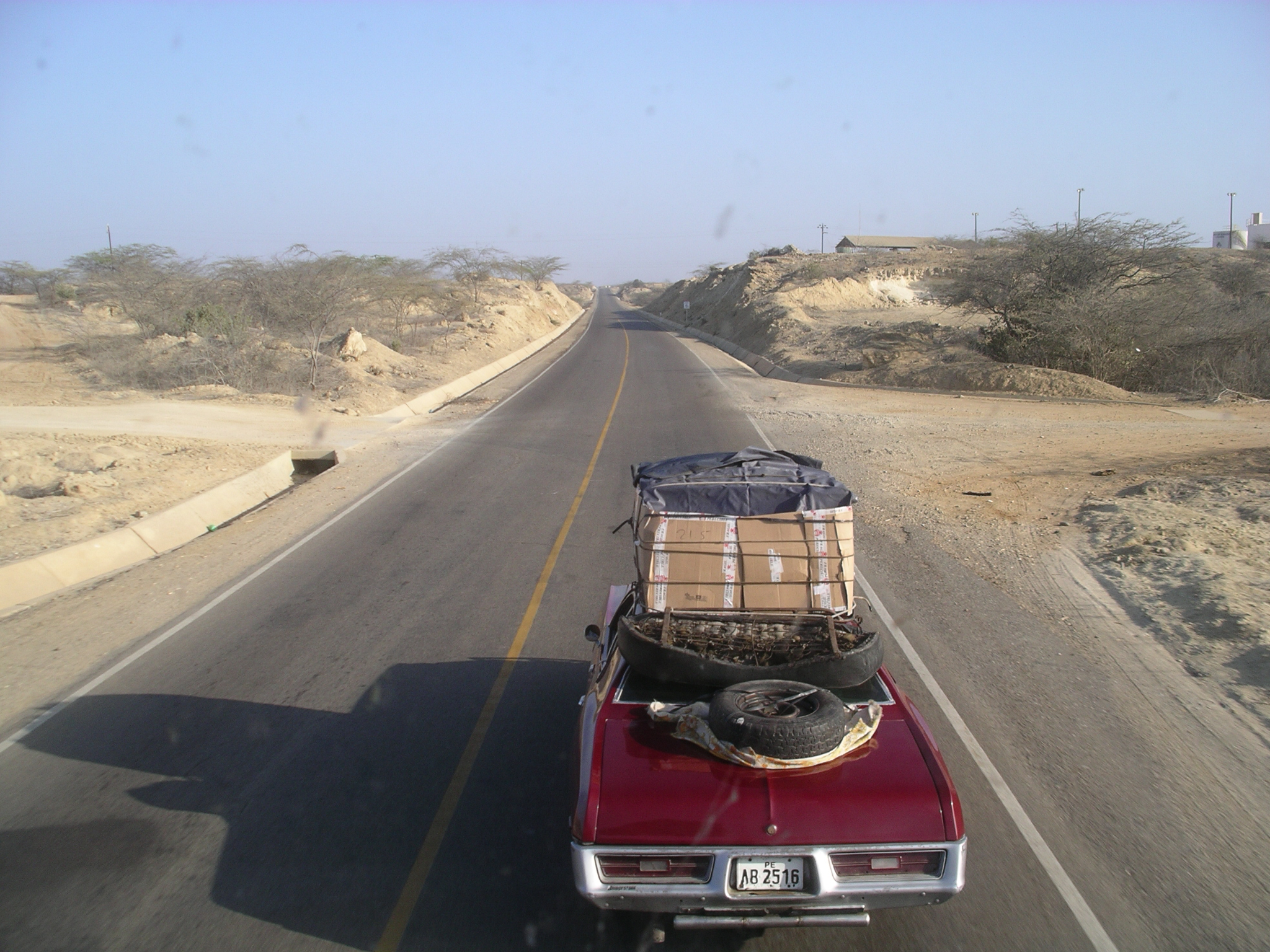
Panamericana zwischen Sullana und Talara (Peru)

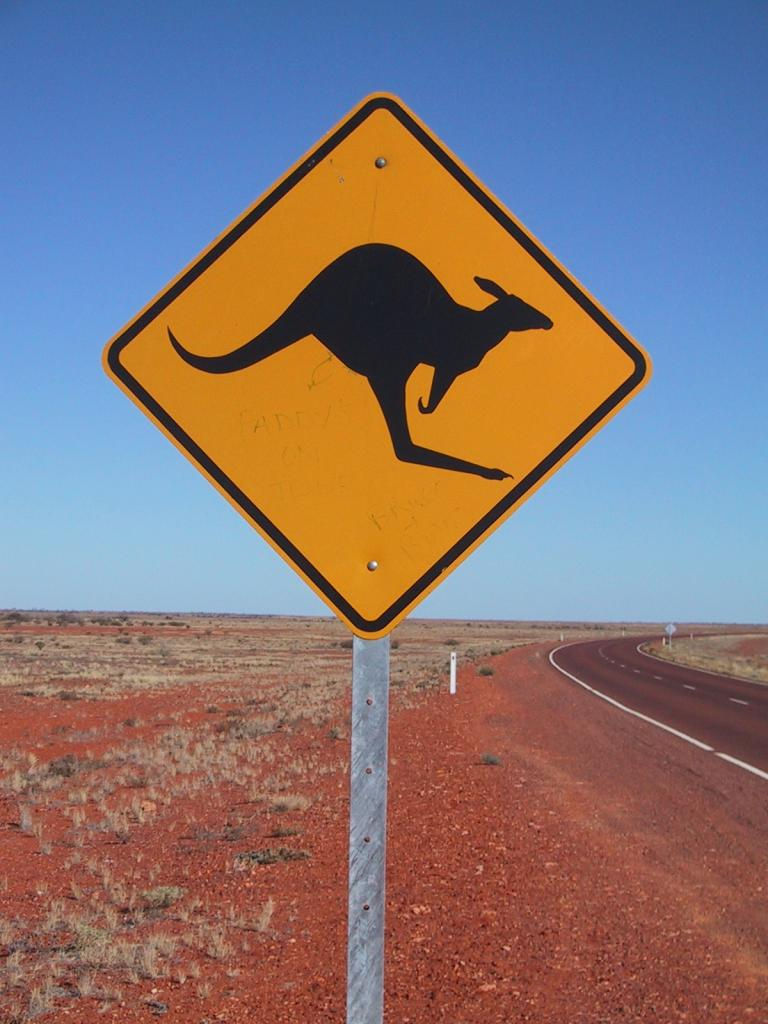
Straßenschild am Stuart Highway

Internationale Fernstraßen werden entweder durch Verbindung bereits vorhandener, die Grenzen überquerender Straßen in diesen Rang erhoben oder sie werden ausdrücklich von mehreren Staaten geplant und erbaut. Berühmte nationale oder transkontinentale Fernstraßen – oft Highways oder Expressways genannt – sind weltweit insbesondere:
| Bezeichnung                  | Wegstrecke | Staaten | von – bis                                                            |
| ---------------------------- | ---------- | --- | -------------------------------------------------------------------- |
| Panamericana                 | 27.387 km  | Vereinigte Staaten, Kanada, Mexiko, Guatemala, El Salvador, Honduras, Nicaragua, Costa Rica, Panama, Kolumbien, Ecuador, Peru, Chile | Deadhorse – Ushuaia                                                  |
| National Highway 1           | 16.007 km  | Australien | Brisbane – Darwin – Perth – Adelaide – Melbourne – Sydney – Brisbane |
| Asian Highway 2              | 13.177 km  | Indonesien, Singapur, Malaysia, Thailand, Myanmar, Bangladesch, Indien, Nepal, Pakistan, Iran                                        | Denpasar – Khosravi                                                  |
| Asian Highway 6              | 10.533 km  | Südkorea, Nordkorea, Russland, Volksrepublik China, Kasachstan                                                                       | Busan – Krasnoje                                                     |
| Trans-Canada Highway         | 08.030 km  | Kanada | Victoria (British Columbia) – St. John’s (Neufundland)               |
| E40                          | 08.000 km  | Europäische Union, Ukraine, Russland, Kasachstan, Turkmenistan, Usbekistan, Kirgisistan                                              | Calais – Ridder                                                      |
| Seidenstraße                 | 06.400 km  | Volksrepublik China, Iran, Irak, Syrien                                                                                              | Luoyang – Merw – Antakya                                             |
| Transoceánica                | 06.200 km  | Brasilien, Peru | Rio de Janeiro – Lima                                                |
| U.S. Highway 20              | 05.415 km  | Vereinigte Staaten | Boston – Newport                                                     |
| Interstate 90                | 04.958 km  | Vereinigte Staaten | Boston – Seattle                                                     |
| BR-116                       | 04.885 km  | Brasilien | Fortaleza – Jaguarão                                                 |
| BR-101                       | 04.772 km  | Brasilien | Touros – São José do Norte                                           |
| Autobahn Lianyungang–Khorgas | 04.280 km  | Volksrepublik China | Lianyungang – Korgas                                                 |
| Transamazônica               | 04.265 km  | Brasilien | Cabedelo – João Pessoa – Lábrea                                      |
| Route 66                     | 03.945 km  | Vereinigte Staaten | Chicago – Santa Monica                                               |
| G109                         | 03.901 km  | Volksrepublik China | Peking – Lhasa                                                       |
| Stuart Highway               | 02.728 km  | Australien | Darwin (Northern Territory) – Port Augusta                           |
| Trans-Sumatra-Highway        | 02.509 km  | Indonesien | Banda Aceh – Bakauheni                                               |
| Alaska Highway               | 02.288 km  | Kanada, Vereinigte Staaten | Dawson Creek – Delta Junction                                        |
| Kolyma-Fernstraße            | 02.032 km  | Russland | Nischni Bestjach – Magadan                                           |
| Ruta Nacional 4              | 01.657 km  | Bolivien | Tambo Quemado – Puerto Busch                                         |
| Karakorum Highway            | 01.284 km  | Volksrepublik China, Pakistan | Kaschgar – Havelian                                                  |

Diese nationalen oder transkontinentalen Straßen gehören zu den längsten Straßen der Welt. Nicht alle besitzen die angegebene Bezeichnung als einheitlichen Straßennamen, sondern lediglich der National Highway 1, Trans-Canada Highway, Interstate 90, Nationalstraße 109, Stuart Highway und Alaska Highway.
Nicht in der Tabelle taucht der Transsibirien-Highway in Russland mit einer Länge von 9.947 km von St. Petersburg nach Wladiwostok auf, denn es handelt sich um die nicht-offizielle Bezeichnung für mehrere russische Fernstraßen wie unter anderem dem AH6. Er setzt sich zusammen (von West nach Ost) aus M10, M5, R254, R255, R258, R297 und A370.

## Österreich und Schweiz
Das Österreichische Straßenverkehrsrecht definiert diesen Begriff nicht eigens. Er wird allerdings im allgemeinen Sprachgebrauch für Bundesautobahnen und Bundesschnellstraßen verwendet.
In der Schweiz gibt es keine straßenverkehrsrechtliche Festlegung. Im Bezug auf Schweizer Straßen ist der Begriff ungebräuchlich. Strassen mit einem längeren Verlauf werden je nach Ausbau unabhängig von der Eigentümerschaft als Autobahn, Autostrasse oder Hauptstrasse bezeichnet.